# إيفنديل (أوهايو)
إيفنديل (بالإنجليزية: Evendale, Ohio)‏ هي معلم جغرافي تقع في الولايات المتحدة في مقاطعة هاملتون، أوهايو. يقدر عدد سكانها بـ 2,767 نسمة ومساحتها 12.28 كم2 ووترتفع عن سطح البحر 181 متر.

## التركيبة السكانية
قام مكتب تعداد الولايات المتحدة بتحديد بيانات التركيبة السكانية لإيفنديل في تعداد الولايات المتحدة. في ما يلي، التركيبة السكانية حسب تعدادي 2000 و2010.

### تعداد عام 2000
بلغ عدد سكان إيفنديل 3,090 نسمة بحسب تعداد عام 2000، وبلغ عدد الأسر 1,062 أسرة وعدد العائلات 921 عائلة مقيمة في القرية. في حين سجلت الكثافة السكانية 647.6 نسمة لكل ميل مربع (250.0/كم2). وبلغ عدد الوحدات السكنية 1,077 وحدة بمتوسط كثافة قدره 225.7 نسمة لكل ميل مربع (87.1/كم2).
وتوزع التركيب العرقي للقرية بنسبة 86.28% من البيض و 5.37% من الأمريكيين ذوي الأصول الآسيوية و 7.22% من الأمريكيين الأفارقة و 0.84% من عرقين مختلطين أو أكثر.
بلغ عدد الأسر 1,062 أسرة كانت نسبة 39.5% منها لديها أطفال تحت سن الثامنة عشر تعيش معهم، وبلغت نسبة الأزواج القاطنين مع بعضهم البعض 81.5% من أصل المجموع الكلي للأسر، ونسبة 4.0% من الأسر كان لديها معيلات من الإناث دون وجود شريك، وكانت نسبة 13.2% من غير العائلات. تألفت نسبة 11.3% من أصل جميع الأسر من أفراد ونسبة 4.6% كانوا يعيش معهم شخص وحيد يبلغ من العمر 65 عاماً فما فوق. وبلغ متوسط حجم الأسرة المعيشية 3.16، أما متوسط حجم العائلات فبلغ 2.91.
بلغ العمر الوسطي للسكان 43 عاماً. وكانت نسبة 28.4% من القاطنين تحت سن الثامنة عشر، وكانت نسبة 5.1% بين الثامنة عشر والأربعة وعشرون عاماً، ونسبة 20.6% كانت واقعةً في الفئة العمرية ما بين الخامسة والعشرون حتى والأربعة وأربعون عاماً، ونسبة 33.4% كانت ما بين الخامسة والأربعون حتى الرابعة والستون، ونسبة 12.5% كانت ضمن فئة الخامسة والستون عاماً فما فوق. يوجد لكل 100 أنثى 102.6 ذكر، ويوجد لكل 100 أنثى في الثامنة عشر من عمرها فما فوق 99.4 ذكر.
بلغ متوسط دخل الأسرة في القرية 91,052 دولار، أما متوسط دخل العائلة فبلغ 101,493 دولار. وكان متوسط دخل الذكور 75,479 دولار مقابل 47,647 دولار للإناث. وسجل دخل الفرد الخاص بالقرية 41,734 دولار.

### تعداد عام 2010
بلغ عدد سكان إيفنديل 2,767 نسمة بحسب تعداد عام 2010، وبلغ عدد الأسر 1,063 أسرة وعدد العائلات 877 عائلة مقيمة في القرية. في حين سجلت الكثافة السكانية 583.8 نسمة لكل ميل مربع (225.4/كم2). وبلغ عدد الوحدات السكنية 1,098 وحدة بمتوسط كثافة قدره 231.6 لكل ميل مربع (89.4/كم2).
وتوزع التركيب العرقي للقرية بنسبة 88.0% من البيض و 0.3% من الأمريكيين الأصليين و 4.3% من الأمريكيين ذوي الأصول الآسيوية و 6.5% من الأمريكيين الأفارقة و 0.6% من عرقين مختلطين أو أكثر.
بلغ عدد الأسر 1,063 أسرة كانت نسبة 27.8% منها لديها أطفال تحت سن الثامنة عشر تعيش معهم، وبلغت نسبة الأزواج القاطنين مع بعضهم البعض 75.8% من أصل المجموع الكلي للأسر، ونسبة 4.6% من الأسر كان لديها معيلات من الإناث دون وجود شريك، بينما كانت نسبة 2.1% من الأسر لديها معيلون من الذكور دون وجود شريكة وكانت نسبة 17.5% من غير العائلات. تألفت نسبة 15.6% من أصل جميع الأسر من أفراد ونسبة 7.6% كانوا يعيش معهم شخص وحيد يبلغ من العمر 65 عاماً فما فوق. وبلغ متوسط حجم الأسرة المعيشية 2.89، أما متوسط حجم العائلات فبلغ 2.60.
بلغ العمر الوسطي للسكان 50.3 عاماً. وكانت نسبة 20.6% من القاطنين تحت سن الثامنة عشر، وكانت نسبة 5.7% بين الثامنة عشر والأربعة وعشرون عاماً، ونسبة 15.2% كانت واقعةً في الفئة العمرية ما بين الخامسة والعشرون حتى والأربعة وأربعون عاماً، ونسبة 38.7% كانت ما بين الخامسة والأربعون حتى الرابعة والستون، ونسبة 19.6% كانت ضمن فئة الخامسة والستون عاماً فما فوق. وتوزع التركيب الجنسي للسكان بنسبة 49.4% ذكور و50.6% إناث.